# Jean-Charles Frontier
Pour les articles homonymes, voir Frontier.
Jean-Charles Frontier est un artiste peintre né à Paris en 1701 et mort à Lyon en 1763. Il a peint des tableaux religieux et d’histoire, des portraits et des paysages.

## Biographie

### Formation
Il est l'élève de Claude Guy Hallé (1652-1736) – un des artistes ayant œuvré, en tant que peintre de Louis XIV, à Versailles, Trianon et Meudon.
Il remporte le grand prix de peinture de l’Académie royale de peinture et de sculpture en 1728 avec son tableau, désormais perdu, Ezéchias extirpant l’idolâtrie de son royaume et rétablissant le culte du vrai Dieu.
Il reçoit le 9 octobre 1733 son brevet d’élève et y entre le 20 novembre 1733. Il est accueilli avec beaucoup de bienveillance par le directeur de l’époque, Nicolas Vleughels (1633-1737). Ce dernier parla de lui au surintendant des Bâtiments du Roi, le duc d’Antin (1665-1736), en ces termes précis : « Frontier pourra devenir un bon sujet, je vis dernièrement une pensée de lui, qui promet ; nous aurons dans la suite l’œil sur l’exécution, et je ferai mon possible pour qu’il profite du talent que la nature lui a donné. Je lui montrerai plus que je ne peux faire ; mais on dit toujours, et on voit, mieux qu’on ne peut exécuter. » 
À Rome il fréquente Pierre Charles Trémolières (1703-1739), Gabriel Blanchet (1701-1772), Jean-Baptiste Pierre (1714-1789), Noël Hallé (1711-1781) et Jean-François de Troy (1679-1752), et se lie particulièrement d’amitié avec Pierre Subleyras (1699-1749). Il rendra hommage à ce dernier dans une de ses œuvres, un tableau allégorique, La Religion – désormais perdu. Cette œuvre, peinte à la demande du duc de Saint-Aignan (1684-1776), ambassadeur de France à Rome, a pour pendant La Justice Divine. Nicolas Vleughels, en voyant le dessin préparatoire de l’œuvre, estima que l’œuvre finale deviendrait sûrement « une grande chose ».

### Entrée à l'Académie.
En 1739 il quitte Rome, rentre en France. On suppose que sur le chemin pour Paris, Frontier s’arrête à Lyon et y rencontre des commanditaires, qui le solliciteront quelques années plus tard.  
À Lyon, il réalise des œuvres comme Moïse et le serpent d’Airain en 1743 pour l'église Sainte-Croix de Lyon, désormais exposé à l’église Sainte-Blandine de la même ville. La Nativité du Christ, de 1745, peinte pour la Chartreuse de Lyon[Laquelle ?], est aujourd’hui au Musée de Grenoble. Ses autres commandes lyonnaises sont difficilement datables. On compte parmi elles un cycle de six tableaux pour les Prémontrés de la Croix-Rousse – dont la localisation est aujourd’hui inconnue – ainsi qu’un David jouant de la Harpe pour Saint-Antoine[Lequel ?] et des dessus de portes allégoriques pour l’Hôtel-Dieu.
Il est agréé à l’Académie Royale de peinture le 27 octobre 1742 et reçu le 30 juillet 1744 avec Vulcain enchaînant Prométhée sur les ordres de Jupiter, exposé au Louvre. Il expose à Paris de 1743 à 1751, participant six fois au Salon. En 1751 il y montrera Le Christ au milieu des docteurs, œuvre acquise par l’Église Saint-Sulpice de Paris, dont la localisation est inconnue de nos jours. Il accède au rang de professeur adjoint en 1752 et à celui de professeur en 1757.

### Installation à Lyon
Il est sollicité par l’abbé Lacroix-Laval, grand vicaire du diocèse de Lyon, qui a depuis plusieurs années le projet d’y instituer une académie de dessin dont veut lui en confier la direction. Il s’installe définitivement à Lyon en 1756 et l'école ouvre ses portes en janvier 1757, avec les encouragements du marquis de Marigny (1727-1781), directeur des Bâtiments du Roi, et du duc de Villeroy (1695-1766), gouverneur du Lyonnais. Il y dirige une équipe de professeurs dont font partie le portraitiste Donat Nonnotte (1708-1785) et le sculpteur Antoine-Michel Perrache (1726-1779).
Il eut pour élève, à Lyon, Jean-Jacques de Boissieu.

## Œuvres
Ses premiers tableaux connus du monde artistique de l’époque sont principalement des copies de Raphaël (1483-1520), mais aussi de Giovanni Bellini (1425-1513). Ces références font très rarement offices d’influences majeures dans la peinture de ses contemporains, la tendance, n’étant pas aux peintres dits « primitifs ».
Daphnis et Chloé et Vulcain enchaînant Prométhée sont les deux seuls tableaux connus de l’artiste où est représenté un sujet mythologique.
- Violonneux itinérant, huile sur bois, 19 × 12,5 cm, 1736 - ensuite gravé par Masquelier (BSHAF 1969).
- Moïse et le serpent d'airain, 1743, Lyon, Église Saint-Pierre-des-Terreaux[4].
- Moïse et le serpent d'airain, s.d., Gray, musée Baron Martin (dépôt du Musée du Louvre).
- Vulcain enchaînant Prométhée (réception à l'Académie en 1744), Musée du Louvre (Inv. 144), en dépôt à l'École nationale supérieure des beaux-arts.
- La Nativité, 1745, Grenoble, Musée de Grenoble.
- Daphnis et Chloé, 1749, huile sur toile, 97 × 145 cm, coll. privée.
- La Samaritaine, huile sur toile, 330 × 182 cm, 1752, église de Talcy, propriété de la commune; cadre Louis XV en bois sculpté, XVIIIe siècle ; classé au titre objet le 30/10/1914[5].
- Antiochos et Stratonice, pastel, 24 × 29,7 cm, s.d.
- Le Sacrifice de Salomon à Ashtoreth, pastel, 30 × 40 cm, s.d.
- 17 œuvres sont exposées au musée d'Art de Düsseldorf avec trente dessins, acquis par Lambert Krahe à Rome au XVIIIe siècle.
- Moïse et le serpent d'airain, huile sur toile, 52 × 30 cm, legs d'Albert Pomme de Mirimonde à la RMN, affecté au musée de Gray (Haute-Saône), musée Baron-Martin.

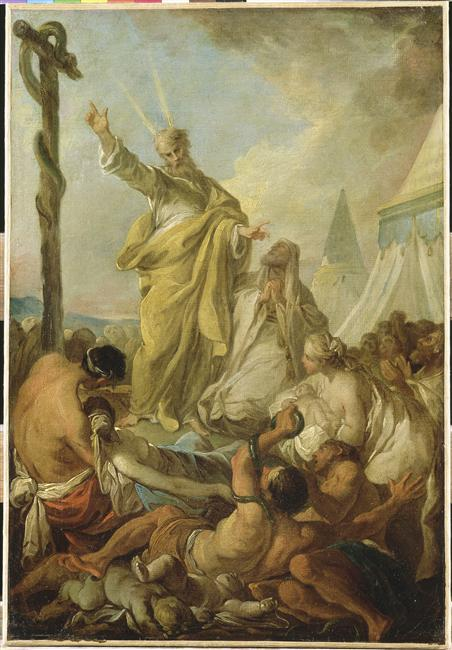
Moise et le Serpent d'Airain (1743) Lyon, Église Saint-Pierre-des-Terreaux
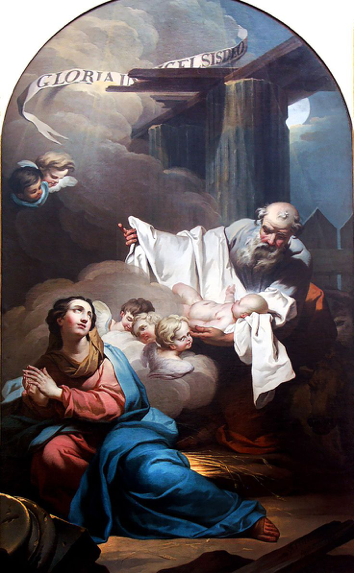
La Nativité (1744) Musée de Grenoble
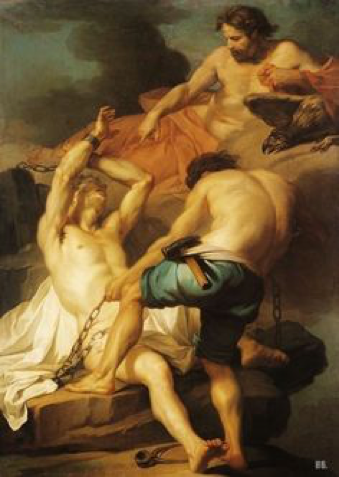
Vulcain enchaînant Prométhée (1744) École nationale supérieure des beaux-arts
Daphnis et Chloé (1749) Collection privée

### Postérite
Marché de l'art
- Daphnis et Chloé, huile sur toile, 97 × 145 cm, signée et datée sur le rocher : Frontier, 1749. Estimée entre 12 000 et 15 000 €.
- Antiochus et Stratonica, noir et blanc fait à la craie sur du papier bleu, 240 × 297 mm. Estimée entre 1 000 et 2 000 $.
- La Chute des Géants, avec inscriptions JOUVENET (sur le montage), fait à la craie rouge et blanche, sur papier brun clair, 470 × 312 mm. Estimée entre 1 200 et 1 800 €.
- Nature morte aux fleurs et aux fruits, huile sur toile, 64,5 × 81 cm. Estimée entre 500 et 800 €.

Citations
« Frontier mérite une meilleure appréciation parmi sa génération, qui comprend un des groupes d’artistes les plus flamboyants jamais connues en France ». (Pierre Rosenberg, Jean-Charles Frontier: Drawings in Düsseldorf, in Master Drawings, no 4, 2003)